# Fritz Montag
Fritz Franz Montag (* 14. November 1896 in Schermcke; † 20. Februar 1943 in Poltawa) war ein deutscher Politiker (NSDAP) und SS-Oberführer.

## Leben und Wirken
Nach dem Besuch der Volksschule absolvierte Fritz Montag von 1911 bis 1914 eine kaufmännische Lehre in Hamborn. Ergänzend dazu besuchte er die Handelsschule. Anschließend verdiente er seinen Lebensunterhalt als Kaufmann im Bereich Getreide und Kolonialwaren als Angestellter in der Güterverwaltung. Von 21. März 1916 bis zum 9. Januar 1919 nahm Montag am Ersten Weltkrieg teil: Zunächst mit der MG-Kompanie des XV Armeekorps, dann mit dem Ersatzbataillon 26, Rekrutendepot 54, dann dem Reserveinfanterie 27 und MG-Scharfschützen und MG-Scharfschützen-Abteilung 39, zuletzt als Gefreiter. Nach dem Ende des Krieges war Montag erneut als Kaufmann tätig.
Nachdem Montag seit dem Juni 1919 dem Deutschvölkischen Schutz- und Trutzbund angehört hatte, trat er 1924 in die Nationalsozialistische Freiheitspartei ein, einer Platzhalterpartei, die zu dieser Zeit die Stelle der seit November 1923 verbotenen NSDAP einnahm. Der neu gegründeten NSDAP schloss sich Montag zum 24. Februar 1927 an (Mitgliedsnummer 57.027).
Am 9. April 1920 wurde Montag wegen Höchstpreisüberschreitung beim Verkauf von Gerste vom Amtsgericht Heiligenstadt zu 400 Reichsmark Geldstrafe verurteilt.
Nachdem Montag die SS (SS-Nummer 27.558) in Mecklenburg selbst mitgegründet hatte, stieg er bis Januar 1939 zum SS-Oberführer auf. 
Montag arbeitete bei der Gauleitung im Gau Mecklenburg besonders im Bereich Propaganda, parallel zur Tätigkeit als Verlagsleiter beim „Niederdeutschen Beobachter“.
Ab 1935 war Montag Gauobmann bei der DAF und als Nachfolger von Hennecke von Plessen seit 1942 Gauwirtschaftsberater unter Gauleiter Friedrich Hildebrandt. Von 1941 bis zu seinem Tod 1943 war Montag Kommandant der NS-Ordensburg Vogelsang.
Bei der Reichstagswahl am 29. März 1936 bewarb er sich erfolglos um ein Mandat.
Als Offizier der Waffen-SS nahm Montag am Zweiten Weltkrieg teil, in dem er zuletzt als Chef einer Stabskompanie eingesetzt wurde.
Mitte Februar 1943 wurde Montag schwer verletzt, als er während der Schlacht bei Charkow in ein Minenfeld fuhr: Nachdem er in ein Lazarett in Poltawa gebracht wurde, wo ihm zunächst beide Beine oberhalb der Knie amputiert wurden, erlag er am 20. Februar seinen Verletzungen. Er wurde neben dem General der Infanterie Kurt von Briesen in Poltawa beigesetzt.
Am 9. Februar 1943, zwei Wochen vor seinem Tod, war Montag im Nachrückverfahren für den verstorbenen Karl Seemann als Abgeordneter in den nationalsozialistischen Reichstag eingezogen, dem er bis zu seinem Tod am 20. Februar als Vertreter des Wahlkreises (Mecklenburg) angehörte. Sein Mandat wurde anschließend von Hans-Eugen Sommer weitergeführt.